# Ramon Boleda i Cases
Ramon Boleda i Cases (Verdú 8-3-1922, 7-2-2021) va ser un historiador. Era una persona polifacètica i autodidacta, pagès de professió, arqueòleg, activista cultural, escriptor, periodista, pintor i esportista. Fou alcalde de Verdú (1962-1971).

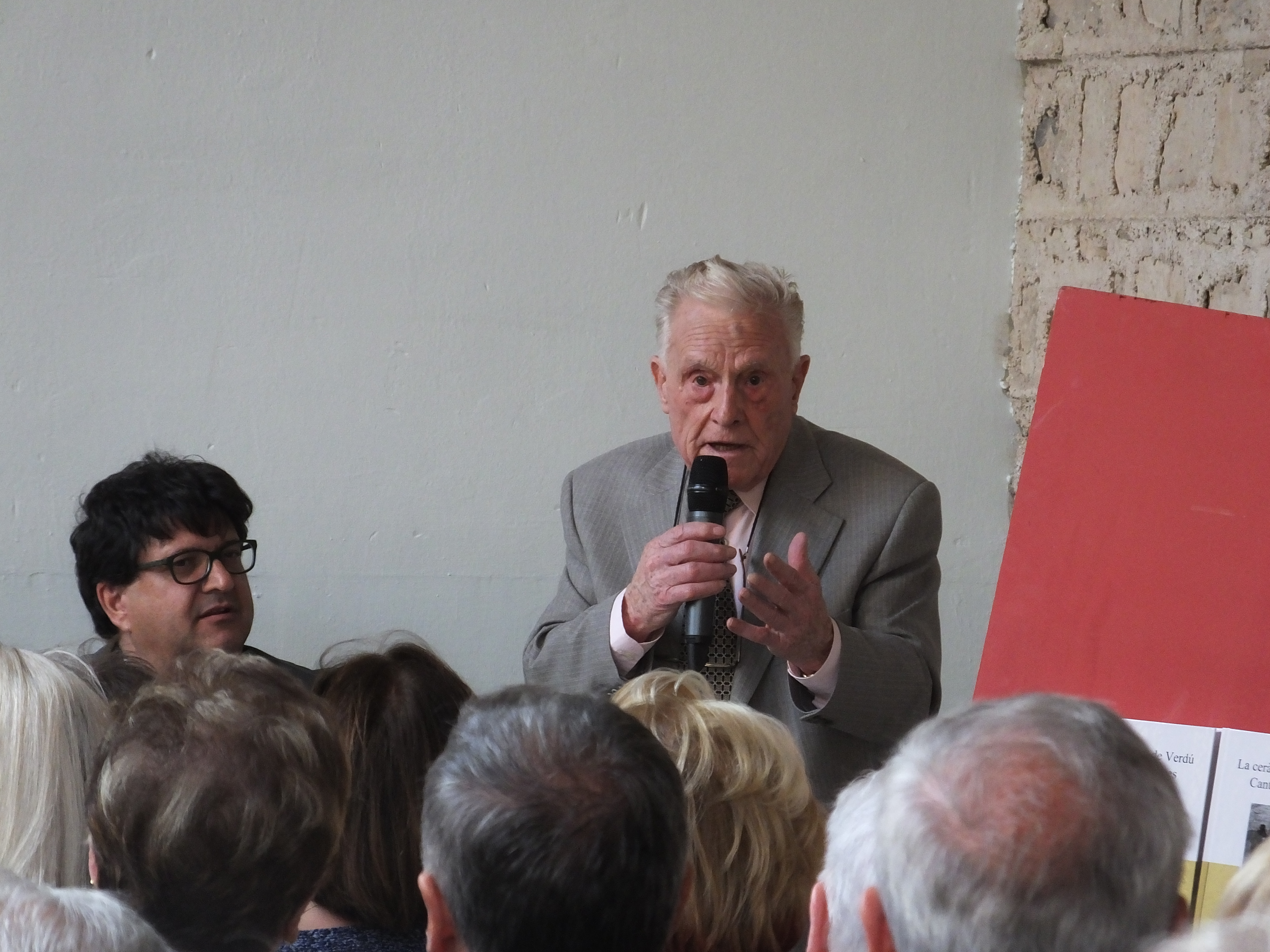
Ramon Boleda en una presentació d'un dels seus llibres

## Biografia i distincions[1]
Nascut a Verdú el 8 de març de 1922, va ser el cinquè de sis germans. Ja des de petit, mostrava una gran curiositat pel seu entorn. Amb només 11 anys, va fer un inventari de les creus de terme i les del Via Crucis, dibuixant-les i anotant-ne les inscripcions. Entre 1934 i 1936, juntament amb el seu oncle, Mn. Josep Cases, va iniciar un petit museu arqueològic en una de les sales del Santuari de Sant Pere Claver. Aquest projecte, però, va quedar destrossat amb l'arribada de la revolta.
L’any 1934 va ser escollit president del Grup Avantguardista de la Federació de Joves Cristians de Catalunya, funció que va exercir fins al 1936. En 1942, quan es va crear un grup d’Acció Catòlica a Verdú, el Bisbe de Solsona, Dr. Valentí Comellas, el va nomenar president. Com a líder d’aquest grup, el 1945 va organitzar el primer concurs de sardanes i va ser dansaire i fundador de la colla ''Espiga Verdunina''.
El 1946, instigat pel seu millor mestre, Mn. Josep Binefa, va començar a treballar com a corresponsal per al diari ''El Correo Catalán'', una activitat que va dur a terme durant quinze anys. Aquell mateix any va ser nomenat membre del Sometent local pel governador civil José Carrera. Dos anys després, el 1948, va reprendre la seva activitat arqueològica gràcies a la influència dels arqueòlegs R. Pita Mercè i Dr. Joan Maluquer de Motes, redactant un inventari de les troballes del terme de Verdú i rodalia. A més, va rebre formació de Duran i Sanpere i Colomines Roca, director del Museu Arqueològic de Barcelona, on va aprendre tècniques de restauració.
L’any 1950, va rebre el nomenament d’Inspector d’Espectacles pel Ministeri d’Educació Nacional de Lleida. Cinc anys després, va ser designat ajudant de Comissari Local d'Excavacions de la zona de Tàrrega, càrrec atorgat pel director general i ratificat pel Dr. Lluís Pericot del Servei Nacional de Barcelona. El període 1948-1960 va marcar els seus anys de més intensa activitat arqueològica, amb troballes importants com el poblat iber del Molí d’Espígol, a Tornabous, i el Pla de les Tenalles de la Mora. Durant aquest temps, va comptar amb la col·laboració de joves entusiastes com Josep M. Castelló, Josep Roca Torres i Joan Tous.
Entre 1960 i 1975, va treballar com a corresponsal de premsa per al diari "La Mañana" de Lleida, on va combinar la seva tasca periodística amb la divulgació arqueològica. L’any 1962 va assumir el càrrec d’alcalde de Verdú, que va ocupar fins al 1971. Durant el seu mandat, va aconseguir per a la vila el primer premi d’embelliment de poblacions de la província de Lleida i va instaurar les ''Assemblees de Poble'', un espai participatiu amb dret a vot que va obtenir excel·lents resultats.
El 1963 va participar en diverses Assemblees Internacionals d’Estudiosos amb comunicacions a Cervera, Balaguer, Tàrrega i l’Espluga de Francolí en diferents anys. La Diputació Provincial de Lleida li va concedir la Medalla de Bronze el 1965 pel seu treball en favor de la vila. Dos anys més tard, va ser nomenat vocal de la Comissió ''Transformación en Regadíos'' del Consell Econòmic Sindical Provincial de Lleida. El 1969 va començar a escriure a la revista "Nova Tàrrega", on encara és col·laborador, amb una trajectòria destacada per les seves cròniques socials i articles de divulgació històrica.
El 1973 va guanyar el primer premi del Concurs literari periodístic convocat pel Centre Comarcal de Cultura de Tàrrega pel seu treball en la publicació de la "Carta Arqueològica del Riu Corb, Sió i Ondara". El 1975, juntament amb Mn. Jo Camps, Joan Duch, mestre de Guimerà i el Grup La Femosa, d'Artesa de Lleida, inicien el Grup de Recerques de les Terres de Ponent que tan bons fruits ha donat.
Amb el suport de ''la Caixa'', el 1980 va aconseguir establir un Museu Arqueològic a Verdú, després de superar molts entrebancs. El 1981 va guanyar el primer premi sobre investigació històrica de la comarca dels Amics de Maldà amb el treball ''L’Urgell i la Segarra. Conquesta i Repoblament'', publicat el 1988 per la UNED de Cervera. També va ser nomenat vocal del Patronat Administratiu de la Fundació Pública Municipal del Museu de Tàrrega. La Generalitat de Catalunya li va atorgar un Diploma de Reconeixement de Mèrits el 1984 pel seu treball en defensa del patrimoni.
Membre fundador i de la junta de la ''Llar de Jubilats, Tercera Joventut'' de Verdú des de 1991, el 1997 va ser nomenat membre del Consell Consultiu de la Gent Gran de l’Urgell. El 1999 va ser distingit com a ''Piador de l’Any'' a la Festa de la Verema i el Vi de Verdú, en reconeixement de la seva trajectòria i a les seves valuoses aportacions historiogràfiques per a la vila i la comarca.
Entre els anys 1999 i 2000, es va convertir en membre fundador de la revista cultural de Verdú, «Xercavins»., on va publicar una sèrie de 23 capítols dedicats a la història del Patronat-Sindicat de Sant Pere Claver de Verdú, en 23 capítols. El 2001, va ser designat com a representant del Consell Consultiu de la Comarca de l’Urgell al Consell Consultiu de la Gent Gran de Catalunya, i aquell mateix any va ser nomenat "Urgellenc de l’Any" pel Consell Comarcal de l’Urgell i altres entitats culturals organitzadores, com Culturàlia.
El 2004, va cedir la seva «Col·lecció Arqueològica Ramon Boleda» a l’Ajuntament de Verdú, que va ser instal·lada a l’Antic Hospital de la vila. Dos anys més tard, el Grup de Recerques de les Terres de Ponent, va publicar el llibre Arqueologia i arqueòlegs. El poblat ibèric dels Estinclells de Verdú en homenatge a la seva trajectòria. Al 2013, durant els actes de clausura del centenari de la fundació de la UE Tàrrega, se li va retre un reconeixement especial.
En 2014, va ser distingit amb el Premi ATHANAIGA dins els actes de la Festa del Silló i Fira de Ceràmica de Verdú, atorgat pel Grup de Recerques de les Terres de Ponent. L’any següent, l’Ajuntament de Verdú li va concedir la Medalla d’Honor de Verdú.
El gener de 2020, en el marc de la Festa Major de Sant Flavià i el Sant Crist, es va inaugurar el Museu Arqueològic amb la Col·lecció Ramon Boleda al Castell de Verdú. L’endemà, l’Associació Cultural Xercavins va retre homenatge a Boleda,  Josep M. Castelló  i Guiu Sanfeliu per la seva col·laboració constant des de l’inici de la publicació de la revista.
Ramon Boleda va morir a Verdú el 7 de febrer de 2021. 

## Obra publicada
- 1973, «El llibre de les Stimes de Verdú».[11][12] Institut d'Estudis Ilerdencs
- 1974, «El llinatge dels Prim als Arxius de Verdú», Centre d'Estudis Locals. L'Espluga de Francolí.
- 1975, «Els Arbó i els Terés. Una important família de Bellpuig».[13] Biblioteca Pública de Bellpuig.
- 1976, «Carta Arqueològica de les Valls dels Rius Corb, Ondara i Sió».[14][15] Càtedra de Cultura Catalana ''Samuel Gili Gaya, de l'Institut d'Estudis Ilerdencs.
- 1981, «Les Creus de terme i el Via Crucis», Revista Nova Tàrrega, Impremta Camps, Tàrrega
- 1982, «Joan Terés i Borrull. Arquebisbe i Virrei».[16] Grup de Recerques de les Terres de Ponent.
- 1983, «El setge de Guimerà en la primera Guerra Carlista».[17] Grup de Recerques de les Terres de Ponent.
- 1984, «El Castell de Verdú», Revista Nova Tàrrega, Impremta Camps, Tàrrega
- 1985, «Els pous de Gel», Grup de Recerques de les Terres de Ponent[18]
- 1985, «75 anys de presència a Tàrrega 1910-1985», Editat per la Fundació ''la Caixa''
- 1986, «La Vall del Riu Corb». Conjuntament amb Josep Vallverdú, Joan Duch, Josep Joan Piquer i Daniel Gelabert. Institut Estudis Ilerdencs
- 1988, «L'Urgell i la Segarra. Conquesta i Repoblament». UNED, Cervera.
- 1990, «La vila i el Sometent de Verdú a la Guerra del Francès», Revista Cultural de l'Urgell URTX, nº2, Tàrrega.
- 1990, «Arnau Company Senyor i Repoblador de Talarn – Pallargues- 1081», Grup de Recerques de les Terres de Ponent.
- 1991, «El Temple Parroquial de Santa Maria de Verdú», Grup de Recerques de les Terres de Ponent
- 1991, «Els molins fariners de Poblet a Verdú», Grup de Recerques de Terres de Ponent
- 1994, «Verdú. Des dels orígens fins a la fi del règim Senyorial de Poblet», Diputació de Lleida. Col·lecció viles i ciutats.[19]
- 1994, «Carrers i places de Verdú», Fundació d'Història i Art Roger de Belfort
- 1999, «La Puríssima de Verdú», Revisa Cultural de l'Urgell, URTX, Tàrrega
- 2000, «El Camp de concentració núm. 3 dels Omells de Na Gaia durant la Guerra Civil. Testimoni del mestre Joan Pujol». Revista Cultural de l'Urgell, Urtx,
- 2000, «El llibre de Verdú». Cròniques de la Història Viva, Fundació d'Història i Art Roger de Belfort.
- 2003, «El vi a través del temps»,  Dins l'arquitectura dels oficis. Actes del III. Curset d'Estiu d'Arqueologia popular. Editat pel Amics de l'Arq. Popular i Pagès Editors.
- 2005, «Cantirers i pagesos. Pervivència dels cantirers de Verdú». Grup de Recerques de les Terres de Ponent. Actes de la XXXVI Jornada de Treball. Agramunt.
- 2005, «Els càntirs i els cantirers. La terra, el germen de l’art popular verduní», Amics de l'Arquitectura Popular, V. 6, Ed. Impremta Barnola, Guissona.
- 2009, «Bandolers i Justícia a Castellserà i a Verdú», Grup de Recerques de les Terres de Ponent. Actes de la XXXVIII Jornada de treball. Castellserà.
- 2009, «Soldats i Maquis al Pallars i la Vall d’Aran», Garcineu Edicions, Tremp[20]
- 2010, «Els Anglesola senyors de Verdú» Ed. Grup de Recerques de les Terres de Ponent. Actes de la XXXIX Jornada de Treball, Anglesola
- 2011, «Verdú. Abans i després de la proclamació de la República». Ajuntament de Verdú.
- 2014, «La ceràmica negra de Verdú. Cantirers i terrissaires», Grup de Recerques de les Terres de Ponent, Ed. Cum Laude, Verdú
- 2018, «Cal Trenca. Una nissaga carlista de l'Urgell i la Segarra», Grup de Recerques de les Terres de Ponent, Col·lecció Mn. Joan Camps.